# Nicolas Chevassus-au-Louis
Nicolas Chevassus-au-Louis, né à Paris le 6 juin 1972, est historien, journaliste et traducteur. Il s’intéresse en particulier aux questions de politique scientifique, à l’histoire et à la philosophie des sciences et aux relations sciences et société, sujets auxquels il a consacré quatre livres aux éditions du Seuil.

## Biographie
Nicolas Chevassus-au-Louis a soutenu une thèse de neurobiologie en 1998, portant sur les malformations corticales et l'épilepsie chez les rongeurs.
Il s'oriente ensuite vers le journalisme scientifique, notamment au sein du magazine La Recherche.
Après avoir passé en 2001 une licence d’histoire à l’université Montpellier-III, il a développé, pour le site d’information Mediapart, une activité de journaliste historien, spécialisé dans la période contemporaine, en particulier la Seconde Guerre mondiale.
Il a également participé à plusieurs livres d’histoire d’institutions scientifiques, notamment l’Établissement français du sang, l’Institut de biologie physico-chimique de Paris et l’université Montpellier-I. Il intervient régulièrement comme conférencier, en France et à l'étranger, en particulier sur les problématiques de fraude scientifique, d'échec des politiques publiques en matière de recherche, et de découvertes technologiques et scientifiques.
Il est l'auteur de nombreux articles publiés dans des magazines grand-public, concernant des thématiques scientifiques.
Le prix Adrien Duvand lui est décerné par l'Académie des sciences morales et politiques en 2006 pour son ouvrage Les briseurs de machines : de Ned Ludd à José Bové.

## Publications
- Quand meurent les neurones, (avec William Camu), préf. Axel Kahn, 2003, Dunod, 245 p.  (ISBN 2-10-006964-0)
- Savants sous l’Occupation. Enquête sur la vie scientifique française entre 1940 et 1944, 2004, Le Seuil, 251 p.  (ISBN 2-02-061333-6)[8]
- Les Briseurs de machines. De Ned Ludd à José Bové, 2006, Le Seuil, 169 p.  (ISBN 2-02-082561-9)[9]
- Un iceberg dans mon whisky. Quand la technologie dérape, 2009, Le Seuil, 184 p.  (ISBN 978-2-02-097667-1)[10]
- Malscience. De la fraude dans les labos, 2016, Le Seuil, 199 p.  (ISBN 978-2-02-117595-0)[11]
- Les damnés de la science, 2019, Le Papillon Rouge Éditeur, 204 p.  (ISBN 978-2-490379-05-7)
- Marcel Paul, un ouvrier au Conseil des ministres, (avec Alexandre Courban), préf. François Duteil, les Éditions de l'Atelier-Éditions ouvrières, 2020, 253 p.  (ISBN 978-2-7082-4612-6)
- La Guerre des bactéries. L'institut Pasteur sous l'Occupation, Vendémiaire, 2023, 230 p  (ISBN 978-2-36358-400-7)
- Tesla à la plage. L'énergie dans un transat, Dunod, 2023, 176 p (ISBN 978-2100850662)